# Handley Page Type F
El Handley Page Type F fue un monoplano monomotor biplaza, diseñado para competir por un premio de la Oficina de Guerra británica por una máquina específicamente militar, en 1912. Se estrelló antes de que comenzaran las pruebas y, aunque voló bien más tarde, sólo se construyó un ejemplar.

## Diseño y desarrollo
En disposición y apariencia general, el Type F era similar al anterior Type D y a su contemporáneo, el Type E. Como ellos, las alas del Type F tenían un borde de ataque fuertemente curvado y un borde de fuga recto, pero aflechado. Estaban arriostradas mediante cables por encima y por debajo, con los cables superiores unidos a un pilón piramidal de cuatro soportes por encima de la cabina, y por debajo, a la estructura del tren de aterrizaje, que era muy similar a la del Type E. El control lateral se conseguía mediante la deformación alar; el 40 % externo de cada ala era relativamente flexible y podía deformarse mediante cables que discurrían desde la cabina, a través del pilón, hasta unos pendolones al 60 % de la envergadura. El Type F no disponía de las extensiones de cuerda vistas en las partes externas de las alas del Type E.
El Type F poseía un largo fuselaje de sección cuadrada, estrechándose hacia atrás, con carenados por encima y por debajo que ayudaban en la aerodinamización. El motor rotativo Gnome de 52 kW (70 hp) estaba totalmente encerrado por una cubierta respingona. Los dos tripulantes se sentaban lado a lado, como requería la especificación militar, en una cabina abierta a mitad del ala. El observador, sentado a la izquierda, tenía visibilidad hacia abajo a través de una ventana de escotilla. En su totalidad, el avión estaba revestido de tela. El plano de cola poseía un borde de ataque circular que se curvaba hasta un poco más de 180º y llevaba elevadores partidos con bordes de fuga festoneados.

## Historia operacional
En agosto de 1912, fue llevado, sin probar, desde la factoría en Barking (fue el último avión de Handley Page construido allí) a las pruebas militares en Larkhill.  Voló allí por primera vez el 21 de agosto, haciendo frente a las condiciones ventosas bastante bien, aunque mostrando la inestabilidad de lado a lado que también se había experimentado con el Type E antes de que su control lateral mediante deformación alar fuera reemplazado por alerones. Al día siguiente, el motor falló poco después del despegue, y un ala y el tren de aterrizaje resultaron seriamente dañados en el resultante aterrizaje con viento cruzado. El Type F fue retirado de las pruebas y volvió a la nueva factoría en Cricklewood para reparaciones. Volvió al aire de nuevo a principios de noviembre, volado con entusiasmo por Wilfred Parke con una variedad de pasajeros, la mayor parte de los días. El Type F se perdió el 15 de diciembre de 1912, cuando un fallo de motor provocó la muerte de Parke y de su pasajero, Alfred Arkell Hardwick. En la redesignación de modelos retrospectiva de 1924, el Type F se convirtió en el HP.6.

## Especificaciones
Referencia datos: Barnes y James, 1987

### Características generales
- Tripulación: Dos (piloto y observador)
- Longitud: 9,2 m (30,2 ft)
- Envergadura: 13,7 m (44,9 ft)
- Altura: 3,2 m[4]
- Superficie alar: 23,2 m² (249,7 ft²)
- Peso vacío: 386 kg (850,7 lb)
- Peso cargado: 657 kg (1448 lb)
- Planta motriz: 1× motor rotativo de siete cilindros refrigerado por aire Gnome.
  - Potencia: 52 kW (72 HP; 71 CV)
- Hélices: Bipala de madera de paso fijo

### Rendimiento
- Velocidad máxima operativa (Vno): 88 km/h (55 MPH; 48 kt)

## Aeronaves relacionadas

### Secuencias de designación
- Secuencia Alfabética (interna de Handley Page): ← Type C - Type D - Type E - Type F - Type G - Type H - Type K →
- Secuencia HP._ (interna de Handley Page): ← HP.3 - HP.4 - HP.5 - HP.6 - HP.7 - HP.8 - HP.9 →